# Qingzhou Bridge
Il Qingzhou Bridge, noto anche come Mingjiang Bridge, è un ponte strallato che attraversa il fiume Min a Fuzhou nel Fujian in Cina. 
Il ponte ha una campata principale di 605 metri, con le altre due che misurano 250 m. Il ponte è attraversato dalle sei corsie dell'autostrada Shenyang – Haikou G15.